# Église Saint-Goussaud de Saint-Goussaud
L'église Saint-Goussaud est une église située à Saint-Goussaud, dans le département français de la Creuse en France. Construite au XIIe siècle, elle est inscrite au titre des monuments historiques en 1973.

## Localisation
L'église est située sur la commune de Saint-Goussaud dans le département français de la Creuse en région Nouvelle-Aquitaine.

## Historique
L'église a été construite au XIIe siècle.
L'édifice est inscrit au titre des monuments historiques en 1973.

## Description

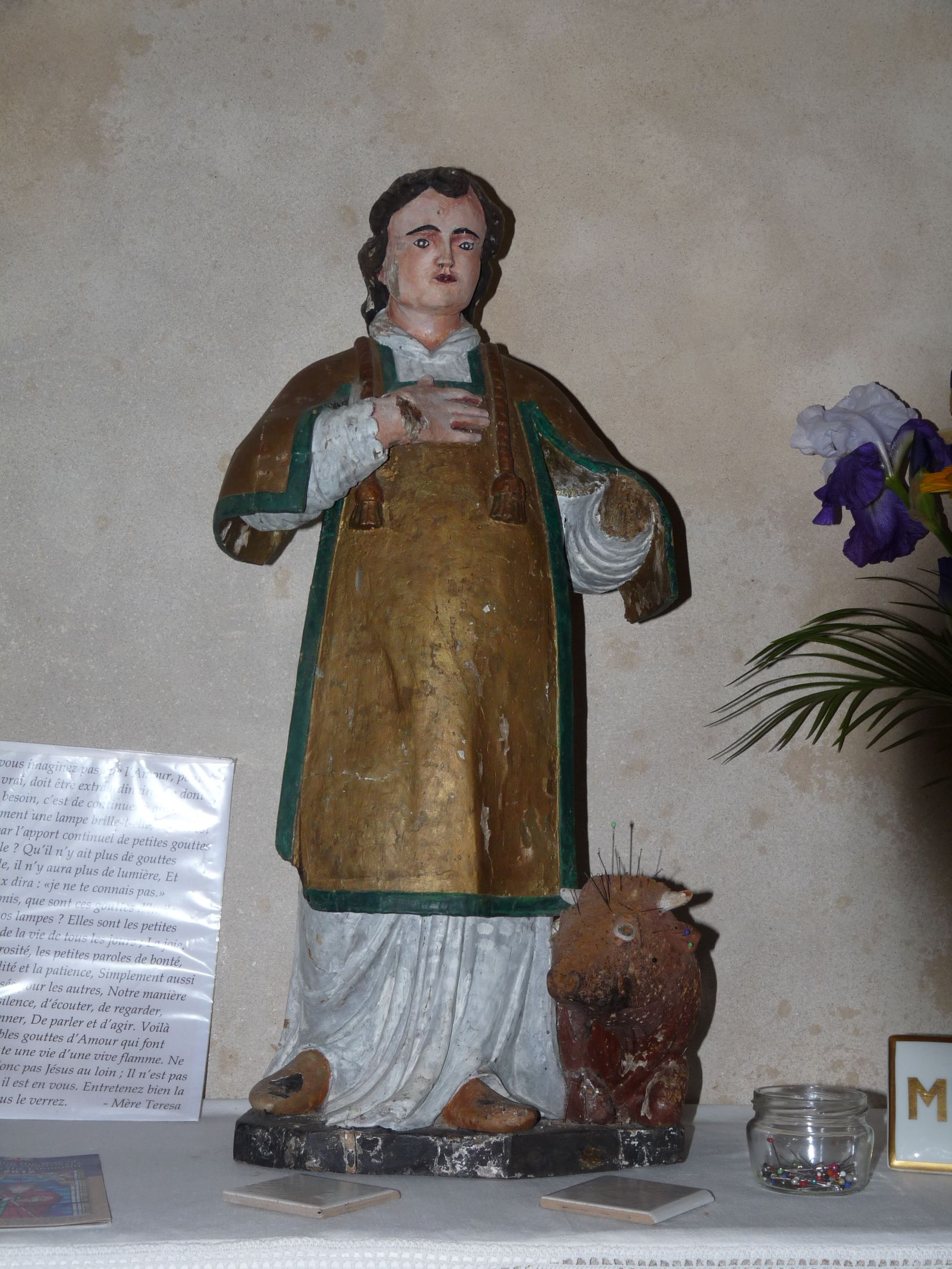
Statue de Saint-Goussaud et de son veau piqué d'épingles.